# 奴婢訓
「奴婢訓」（ぬひくん、Directions to Servants ）は、イギリスの聖職者・詩人・作家ジョナサン・スウィフトによる、召使の処世訓を装った諷刺文書である。スウィフトの晩年の1731年に執筆されたが、一部未完のままとなっている。「召使への訓示」という題名が示すように、家に仕える料理人や侍女や小間使いなどの召使が心得るべき訓戒を並べた体裁となっているものの、内容は逆にそうした召使に怠慢や不正やごまかしなどの悪癖を奨励するという、皮肉に満ちたものとなっている。
語り手は自身の召使体験をもとにして各種の召使の訓示を示すが、その内容たるや、火のついた蝋燭を足で踏み消したり壁に押し付けたり便器につけたりという「蝋燭の消し方」、「塩を節約するためにコップは小便で洗うべし」などのようなとんでもない家事の手抜き方法や、「失敗した時のごまかし方」「色仕掛けによる旦那からの金のしぼり方」などの手口の伝授となっている。
本書が執筆された目的は、スウィフトが当時の召使たちの怠けぶりや不正を露骨にさらけ出し、奨励することで逆説的に諷刺しようという意図によるものと見られる。召使の態度を改めるために、「何々をしてはならない」と真っ当な訓戒を出して糾弾するよりも、こうしたブラックユーモアを選んだところにスウィフトのひねくれた性格が現れている。

## 訳書
- 『奴婢訓 他一篇』 深町弘三訳、岩波文庫、1950、改版2021
- 『召使心得 他四篇』 原田範行訳、平凡社ライブラリー、2015

## 関連作品
- 1978年、寺山修司の演劇実験室・天井桟敷で本作をもとにしたシュルリアリズム音楽劇『奴婢訓』が上演された。本作の脚本は三一書房の『現代日本戯曲大系〈11〉』に収録されている。